# 100,000,000 Bon Jovi Fans Can’t Be Wrong
A 100 Million Bon Jovi Fans Can't Be Wrong (magyarul: "100 millió Bon Jovi rajongó nem tévedhet") egy box set, amit a Bon Jovi együttes adott ki 2004. november 16-án, az Island Records közreműködésével. A box set tartalmaz egy DVD-t, amin az együttes tagjai beszélnek a számokról. A DVD-n található egy kiegészítő, őszinte archívum, amiben a tagok nyilatkoznak.
A címhez és a borítóhoz az 1959 decemberében kiadott Elvis Presley összeállítást vették alapul, a 50,000,000 Elvis Fans Can't Be Wrong-ot.
A cím után gyakran szokott lenni három pont is (100 Million Bon Jovi Fans Can't Be Wrong…), de ez nem állandó, viszont a borítón így szerepel.

## Az album számai
1. Lemez
1. "Why Aren't You Dead" – 3:31
2. "The Radio Saved My Life Tonight" – 5:08
3. "Taking It Back" – 4:17
4. "Someday I'll Be Saturday Night" (demo) – 5:18
5. "Miss Fourth Of July" – 5:40
6. "Open All Night" – 4:47
7. "These Arms Are Open All Night" – 5:20
8. "I Get A Rush" – 2:57
9. "Someday Just Might Be Tonight" – 4:13
10. "Thief Of Hearts" (Jon Bon Jovi, Pat Leonard) – 4:17
11. "Last Man Standing" – 4:32
12. "I Just Want To Be Your Man" – 3:28

2. Lemez
1. "Garageland" – 3:26
2. "Starting All Over Again" (Jon Bon Jovi, Richie Sambora, Desmond Child) – 3:44
3. "Maybe Someday" – 4:43
4. "Last Chance Train" – 4:31
5. "The Fire Inside" – 4:50
6. "Every Beat Of My Heart" – 4:49
7. "Rich Man Living In A Poor Man's House" (Jon Bon Jovi, Dave Stewart) – 4:22
8. "The One That Got Away" – 4:48
9. "You Can Sleep While I Dream" – 4:53
10. "Outlaws Of Love" – 3:20
11. "Good Guys Don't Always Wear White" – 4:29
12. "We Rule The Night" – 4:09

3. Lemez
1. "Edge Of A Broken Heart" (Jon Bon Jovi, Richie Sambora, Desmond Child) – 4:35
2. "Sympathy" – 5:23
3. "Only In My Dreams" (előtérben Tico Torres vokálja) – 5:07
4. "Shut Up And Kiss Me" – 2:47
5. "Crazy Love" – 4:25
6. "Lonely At The Top" – 3:51
7. "Ordinary People" – 4:07
8. "Flesh And Bone" – 5:01
9. "Satellite" – 4:56
10. "If I Can't Have Your Love" (előtérben Richie Sambora vokálja) – 4:15
11. "Real Life" – 3:52
12. "Memphis Lives In Me" (előtérben David Bryan vokálja)(David Bryan) – 3:03
13. "Too Much Of A Good Thing" – 4:23

4. Lemez
1. "Love Ain't Nothing But A Four Letter Word" – 4:14
2. "Love Ain't Nothing But A Four Letter Word" (demo) – 4:08
3. "River Runs Dry" – 3:57
4. "Always" (demo) – 5:46
5. "Kidnap An Angel" – 5:56
6. "Breathe" – 3:41
7. "Out Of Bounds" – 3:46
8. "Letter To A Friend" – 4:19
9. "Temptation" – 4:23
10. "Gotta Have A Reason" – 4:59
11. "All I Wanna Do Is You" – 3:03
12. "Billy" – 4:32
13. "Nobody's Hero" (demo) / "Livin' On A Prayer" (eredeti kiadatlan verzió) (rejtett szám) – 8:36

## Közreműködők
- Jon Bon Jovi – ének, gitár
- David Bryan – billentyűs hangszerek
- Richie Sambora – főbb gitár, vokál
- Tico Torres – dob
- Hugh McDonald – basszusgitár
- Alec John Such – basszusgitár
- Kenny Aronoff
- Bobby Bandiera
- Eric Bazilian
- Carol Brooks
- Jerry Cohen
- Mark Hudson
- Kurt Johnston
- Jeff Kazee
- Pino Palladino
- Shawn Pelton
- Joe Perry
- Rick Valenti
- Lance Quinn
- Dave Stewart
- Garo Yellin